# David Rouzer
David Rouzer, né le 16 février 1972 à Landstuhl en Allemagne, est un homme politique américain, représentant républicain de Caroline du Nord à la Chambre des représentants des États-Unis depuis 2015.

## Biographie
Après des études à l'université d'État de la Caroline du Nord, dont il sort diplômé en 1994, David Rouzer travaille pour les sénateurs républicains Jesse Helms et Elizabeth Dole. En 2005, il entre au département de l'Agriculture des États-Unis.
Il est élu au Sénat de Caroline du Nord de 2009 à 2012.
En 2012, il se présente à la Chambre des représentants des États-Unis dans le 7e district de Caroline du Nord. Le district, qui s'étend de Wilmington aux banlieues de Raleigh, vient d'être redécoupé en faveur des républicains. Rouzier arrive en tête de la primaire républicaine de mai avec 49 % des suffrages, devant le candidat républicain de 2010 Ilario Pantano (44 %). En novembre, il affronte le démocrate sortant Mike McIntyre dans une élection serrée. Il est battu de justesse par McIntyre qui réunit 50,1 % des voix, soit 655 bulletins d'écart. Le même jour, le district vote pourtant à près de 60 % pour le républicain Mitt Romney.
Rouzier se représente en 2014 mais McIntyre annonce qu'il n'est pas candidat à nouveau mandat. Le retrait du démocrate rend les républicains largement favoris pour reprendre le siège. Lors de la primaire républicaine, Rouzer est soutenu par l'establishment républicain face à l'utraconservateur Woody White. Il remporte la primaire avec 53 % des suffrages devant White et Chris Andrade. En novembre, il est élu représentant avec 59,4 % des voix face au démocrate Jonathan Barfield (37,1 %) et à un candidat libertarien (3,5 %). Il est réélu en 2016, 2018, 2020, 2022 et 2024.